# Філіпп Депорт
Філіпп Депорт ( фр. Philippe Desportes Philippe Desportes; 1546, Шартр — 5 жовтня 1606, Абатство Нотр-Дам-де-Бонпор) — французький поет епохи Бароко. За м’якість та легкість своїх віршів, отримав прізвисько «французького Тібула», але критики вважали його епігоном Петрарки та Лудовіко Аріосто. Також абат Тірона, державний радник Франції. Дядько французького поета епохи класицизму- Матюрена Реньє.

## Життєпис
Філіп Деспорт з родини багатих купців із Шартру, мав блискучу класичну освіту.
Був секретарем католицького єпископа Ле-Пюї, за його правління відвідали разом  Італію, Рим. Під час подорожі відкрив поезію Петрарки, яка справила глибокий вплив на його творчість. Повернувшись з Італії, отримав доступ до двору французького короля. Потрапив у велику милість до Карла IX, заживши безтурботним придворним життям тієї епохи. До цього часу (1571 —1573) належить велика і найкраща частина його віршів, переважно барокового штибу: "imitations de l'Arioste", збірки "Diane, premières amours", "Les Amours d'Hippolyte", "Bergeries", "Masquarades", "Epitaphes", перша частина його "Elégies", яка принесла йому авторитет «французького Тібула».
1573 —  супроводжував герцога Анжуйського в Польщу, до Кракова, коли той був обраний її королем, і перебував там дев'ять місяців. Коли останній 1574 вступив на французький престол, видав 30000 ліврів на друкування його віршів і подарував кілька прибуткових абатств, в яких Депорт здебільшого і перебував.
Видав збірник "Cléonic ou Dernières Amours", другу частину своїх елегій і інші збірники.
Після смерті Генріха III Депорт приєднався  до Ліги, але скоро став на бік Генріха IV. Брав участь  у процесі захоплення Нормандії.
З другоЇ половини життя, Депорт почав писати серйознішу літературу. Видав "Oeuvres chrétiennes", написаний гарною прозою, і переклади Псальмів (1590—1603). Створив власну поетичну школу,  користувався загальною любов'ю.
Свого часу, твори поета були дуже поширені і багато разів видавалися, хоча більшість, є суто епігонськими, відносно італійським зразкам. Інші критики вважають Депорта самодостатнім стилістом, та одним з найвидатніших петраркістів.
Заслуга Депорта - форма і мова його віршів. Вихований на творах Ронсара та його школи. Він перший досягнув у французькій ліриці "знаменитої прозорості та витонченості", яку так шанує світова літературна критика. В умовній ієрархії поетів, він посідав місце між Ронсаром та Малербом.
Твори Депорта видавалися і через століття по його смерті: "Oeuvres choisies de D"., "Bertaut et Regnier" (1823), "Пелісьє"; "Oeuvres de D". (1858), "Мішеля" та інші видання.